# Chicoana (departamento)
Departamento Chicoana é um departamento da província de Salta, na Argentina.